# Carmen Mory
Carmen Castro Mory, née le 2 juillet 1906 et morte le 9 avril 1947, est une espionne suisse, philippine et Ilonggo, également connue pour avoir été kapo nazie du camp de concentration de Ravensbrück. Elle a été condamnée à mort lors des procès de Ravensbrück en 1947.

## Biographie
Carmen Castro Mory est née le 2 juillet 1906 à Berne, en Suisse. Ses parents sont Ernest Emil Mory, médecin responsable d'un sanatorium en Suisse et Leona Castro d'Iloilo, des Philippines. Avant la guerre, elle travaille comme journaliste, notamment pour le Manchester Guardian (aujourd'hui The Guardian). De 1932 à 1937, elle travaille comme journaliste à Berlin, où en 1934, elle devient agent d'infiltration pour la Gestapo, sous la direction de Bruno Sattler,. En 1937, elle est chargée de surveiller l'éditeur Emil Oprecht (de) à Zurich et plus tard cette année-là, le politicien Max Braun (de) à Paris. Elle a également recueilli des informations sur la ligne Maginot.

## Arrestations et libérations
En novembre 1938, elle est arrêtée en France et le 28 avril 1940, condamnée à mort. Elle est graciée le 6 juin 1940, selon certaines sources parce qu'elle a proposé de devenir une double espionne pour les Français. Peu de temps après, l'Allemagne envahit la France. Ayant perdu la confiance de ses supérieurs à la Gestapo, elle est alors arrêtée par les autorités allemandes, libérée, arrêtée de nouveau en 1941 et envoyée au camp de concentration de Ravensbrück où elle devient chef de bloc (kapo),,. Bien qu'elle soit kapo, elle est censée être envoyée à la chambre à gaz, mais un ami de son père (un médecin bernois) raye son nom de la liste.
À Ravensbrück, elle a acquiert une réputation de « monstre », avec une source la décrivant comme « sadomasochiste, psychopathe, sexuellement vorace [et] l'une des kapos les plus notoires du camp ». Elle a également eu une relation étroite avec Anne Spoerry,.

## Arrestation et suicide

Carmen Mory au premier procès de Ravensbrück, en 1947.

Après la fin de la guerre, elle est libérée du camp. Après avoir été identifiée par d'autres détenues pour ses actions à Ravensbrück, elle est arrêtée par les autorités alliées et condamnée à mort lors des procès de Ravensbrück en 1947. Elle se suicide en se coupant les poignets avant que l'exécution puisse avoir lieu,,. Elle reçoit une couverture négative importante dans la presse lors de son procès, ayant été décrite comme « le monstre », une « Mata Hari de troisième ordre » et « Bella Donna ».